# Fred East
Fred East, född 1895 i London, död 1983 i Los Angeles, var en engelsk författare som främst skrivit västernromaner under pseudonymerna Peter Field, Roy Manning, Fred Orpet och Tom West.

## Biografi
East var engelsk soldat i första värlskriget men sårades i Frankrike. På militärsjukhuset hade han skrivit manuskriptet till en krigsroman. När han kom hem till England brände hans renlighetsivrande mor hans smutsiga väska och därmed av misstag även romanen. Sedan reste East till USA och hade olika arbeten i Kalifornien innan hans litterära drömmar ledde till arbeten som reporter, frilansskribent och bokredigerare. Några av hans skrivaruppdrag ledde till att han återvände till Europa. 1944 utgavs hans första roman, Meddling Maverick, av E P Dutton & Co i New York och som författare angavs Tom West. Sedan utgavs mer än sextio av hans böcker av olika förlag.

### Romaner[5][6]
- Meddling Maverick 1944 (som Tom West)
- Bushwack Basin 1945 (som Tom West)
- Trigger Trail 1945 (som Roy Manning)
- Gambler’s Gold 1946 (som Peter Field)
- Trouble Trail 1946 (som Tom West)
- Renegade Range 1946 (som Tom West)
- Vengeance Valley 1946 (som Roy Manning)
- Six-gun Showdown 1947 (som Tom West)
- Tangled Trail 1948 (som Roy Manning)
- Powdersmoke Pay-off 1948 (som Tom West)
- Renegade Ranch 1948 (som Roy Manning)
- Spectre Spread 1948 (som Tom West)
- Red Range 1949 (som Roy Manning)
- Botched Brand 1949 (som Tom West)
- Six Gun Sheriff (även kallad The Desperado Code) 1949 (som Roy Manning)
- Ghost Gold 1949 (som Tom West)
- Red Range 1950 (som Roy Manning)
- Flaming Feud 1951 (som Tom West) (Fyra män från Texas, 1968, Nyckelbok nr 669)
- Vulture Valley 1951 (som Tom West)
- Ghost Gun 1952 (som Tom West)
- Gunsmoke Gold 1952 (som Tom West)
- Lobo Legacy 1954 (som Tom West)
- Murder's No Accident 1954 (som Fred Orpet)
- Outlaw Brand 1956 (som Tom West)
- Beware Of This Tenderfoot 1956 (som Roy Manning)
- Torture Trail 1957 (som Tom West)
- Draw And Die! 1958 (som Roy Manning)
- Lead In His Fists 1958 (som Tom West)
- Slick on the Draw 1958 (som Tom West) (Skojare på spåren, 1977, Prärie nr 167)
- The Cactus Kid 1958 (som Tom West & Fred Orpet) (Hårda nävar 1966, Mustang nr 99)
- Twisted Trail 1959 (som Tom West)
- Nothing But My Gun 1960 (som Tom West) (Skott i natten 1965, Mustang nr 85)
- The Phantom Pistoleer 1960 (som Tom West) (Gengångaren, 1965, Nyckelbok nr 632)
- Side Me With Sixes 1960 (som Tom West) (Blodig strid 1965, Mustang nr 91)
- Double Cross Dinero 1960 (som Tom West) (Rånarna i dalen, 1963, Nyckelbok nr 603)
- Killer’s Canyon 1961 (som Tom West) (Revolverns lag 1967, Sheriff nr 38)
- The Gun From Nowhere 1961 (som Tom West) (Lurad på mord, 1963, Nyckelbok nr 585)
- The Buzzard’s Nest 1962 (som Tom West)
- Battling Buckeroos 1962 (som Tom West) (Han måste dö 1966, Mustang nr 106)
- Dead Man’s Double Cross 1962 (som Tom West)
- Triggering Texan 1963 (som Tom West) (Slå dig fram 1964, Mustang nr 73)
- Lobo Lawman 1963 (som Tom West) (Skjutgalen sheriff, 1964, Nyckelbok nr 618)
- Gallows Gulch 1963 (som Tom West) (Galgpasset 1964, Mustang nr 79)
- Don’t Cross My Line 1964 (som Tom West) (Tucson, 1964, Prärie nr 42)
- The Man at Rope’s End 1964 (som Tom West) (Hängd mans hämnd 1966, Mustang nr 103)
- Sidewinder Showdown 1964 (som Tom West) (Oturs-Harrigan, 1966, Nyckelbok nr 641)
- Bushwack Brand 1965 (som Tom West) (Hårda tag 1965, Mustang nr 96)
- The Toughest Town in the Territory 1965 (som Tom West)
- Battle at Rattlesnake Pass 1965 (som Tom West)
- Lost Loot of Kittycat Ranch 1965 (som Tom West) (Spökryttaren 1966 eller 1967, Mustang nr 108)
- Rattlesnake Range 1966 (som Tom West) (Utmanaren 1967, Mustang nr 116)
- Hangrope Heritage 1966 (som Tom West)
- Bitter Brand (möjligen Bitter Band 1966 (som Tom West) (Stad utan lag 1968, Mustang nr 121)
- Showdown at Serano 1967 (som Tom West) (Leva för hämnd 1968, Mustang nr 124)
- Crossfire at Barbed M 1967 (som Tom West)
- Bandit Brand 1967 (som Tom West)
- The Face Behind the Mask 1968 (som Tom West)
- Write His Name in Gunsmoke 1968 (som Tom West) (Dalens härskare, 1969, Nyckelbok nr 686)
- Black Buzzards of Bueno 1969 (som Tom West)
- Renegade Roundup 1969 (som Tom West)
- Scorpion Showdown 1969 (som Tom West)
- Desperado Doublecross 1970 (som Tom West)
- Bucking For Boot Hill 1970 (som Tom West)
- Lobo of Lynx Valley 1971 (som Tom West) (Han kom för att hämnas 1972, Sheriff nr 93)
- Sweetgrass Valley Showdown 1971 (som Tom West)
- Corral This Killer 1973 (som Tom West)
- Lone Gun 1974 (som Tom West)
- Shootout At Sentinel Wells 1974 (som Tom West)
- Payoff at Piute 1977 (som Tom West)
- Sagebrush Showdown 1979 (som Tom West)
- Trigger Tyrant 1979 (som Tom West)
- Hard Trail To Santa Fe 1980 (som Tom West)

- okänd originaltitel (som Tom West) (Falsk bandit, 1968, Nyckelbok nr 671)

### Faktabok
- Heroes on horseback - The story of the Pony Express 1969 (som Tom West)